# Ingerophrynus gollum
Ingerophrynus gollum (лат.) — вид бесхвостых земноводных семейства жаб. Эндемик Западной Малайзии, где известен по двум локациям, рассматривается Международным союзом охраны природы как вымирающий вид. В 2019 году высказано предположение, согласно которому Ingerophrynus gollum является синонимом для I. divergens.

## Систематика и наименование
Ingerophrynus gollum описан в 2007 году по находкам, сделанным в августе 2005 года в национальном парке Эндау-Ромпин, как вид рода Ingerophrynus семейства жаб. В описании подчёркивались отличия I. gollum от других видов того же рода, входящих в группу I. biporcatus. Позднее, в 2019 году, в статье, одним из соавторов которой был автор таксона Ларри Ли Грисмер, указывалось на вероятность того, что Ingerophrynus gollum является синонимом для ранее описанного вида Ingerophrynus divergens.
Видовое название gollum было присвоено в честь Голлума — персонажа книги Дж. Р. Р. Толкина «Хоббит, или Туда и обратно», которого автор названия характеризует как «полуводное вымышленное существо с большой головой и тонкими конечностями».

## Внешний вид
Маленькая по меркам рода Ingerophrynus жаба (длина самцов от кончика носа до клоачного отверстия достигает 28,2 мм) со сравнительно крупной головой, немного больше в длину, чем в ширину (соотношение 1:0,97), и изящным телосложением (в отличие от прочих, более крепко сложенных, представителей группы I. biporcatus). Два прямых черепных гребня расходятся и становятся выше к затылку, продолжаясь до задней кромки глазниц. Имеются также короткие, Г-образные надбарабанные гребни. Глаза с золотистой радужкой. Рыло усечённое при виде сверху, выдающееся над нижней челюстью, с выступающими ноздрями. Диаметр барабанной перепонки составляет примерно 2/3 от диаметра глаза, расстояние между ноздрями больше диаметра барабанной перепонки. Околоушные железы удлинённые, имеется один горловой мешок с голосовой щелью внизу и слева. Конечности, как и тело, тонкие, пальцы умеренно длинные с тупыми нераздутыми концами, третий палец на передней лапе длиннее остальных, первый длиннее второго. На задней лапе четвёртый палец почти втрое длиннее третьего и пятого. На третьем и пятом пальцах плавательная перепонка отсутствует на двух фалангах, на четвёртом — на четырёх; перепонка доходит до конца первого пальца и почти до конца второго.
Кожа на спине и боках покрыта многочисленными коническими бородавками, более высокими на спине. Увеличенные чёрные околопозвоночные бородавки расположены симметрично от задней кромки глазницы до крестца. В естественной среде спина и бока густо оранжевого цвета. Чётко выраженная белая полоса идёт вдоль спины от носа до ануса, где более размыта. Межглазничное пространство чёрное, на конечностях за исключением предплечий поперечные тёмные полосы. Нижняя сторона тела оранжевая с тёмными пятнами на груди.
Отличительной особенностью анатомии вида, помимо грацильного телосложения, является отсутствие поперечного гребня на тыльной стороне парасфеноида.

## Распространение и охранный статус
Типовая локация представляет собой болотистую местность вдоль мелкого ручья с медленным течением под сомкнутым растительным пологом пойменного леса. Три самца были пойманы на мёртвых растениях вдоль русла ручья на высоте не более 0,5 метра над землёй. На протяжении некоторого времени вид был известен по единственной локации в национальном парке Эндау-Ромпин в штате Джохор (Западная Малайзия), где были обнаружены типовые экземпляры. В 2014 году, однако, представители вида наблюдались в лесопарке Сунгай-Туа в штате Селангор, также в Западной Малайзии. Таким образом, предполагаемый ареал вида был расширен и оценивается в 1099 км². Первая известная локация находится на высоте 46 м над уровнем моря, вторая — на высоте примерно 200 метров.
Обе известных локации находятся на охраняемых природных территориях, но ввиду сокращения естественной среды обитания вокруг них за счёт вырубки леса под пальмовые плантации предполагается, что численность вида также сокращается. Размеры популяции достоверно неизвестны, однако малая территория обитания, на которой известны только две локации, послужила основанием для Международного союз охраны природы (IUCN) причислить Ingerophrynus gollum к вымирающим видам.